# Causa efficiens
La causa efficiens (in greco: κινοῦν, trasl. kinoûn; causa agente o efficiente) è un'espressione latina per denotare una delle quattro cause che secondo la Fisica di Aristotele concorrono nel movimento di qualsiasi corpo fisico. È una causa esterna, vale a dire, "la fonte da cui ha origine il cambiamento o la quiete". La causa efficiens fa sì che qualcosa venga creato.
Ad esempio, il martellamento del fabbro sul bronzo è una delle cause effettive che producono la statua di bronzo. Lo stesso fabbro può anche essere descritto come una causa efficiens.
Secondo Aristotele, le altre cause sono tre:
- causa materialis (causa materiale)
- causa formalis (causa formale o causa della forma)
- causa finalis (causa finale o scopo).